# Gypsy Heart Tour
Il Gypsy Heart Tour, noto anche come Corazón gitano tour per le date nei paesi ispanofoni, è stato il terzo tour musicale della cantante statunitense Miley Cyrus, a supporto del suo terzo album in studio Can't Be Tamed (2010).
È composto da 20 spettacoli tenuti in America Latina, Filippine e Australia, diventando il primo tour della cantante a visitare queste regioni del mondo.

## Antefatti e sviluppo
(Miley Cyrus)

Il tour è stato annunciato da vari media il 21 marzo 2011, in seguito alla partecipazione di Miley Cyrus al talk show Saturday Night Live. Le date iniziali sono state annunciate nel Sud America, cui hanno fatto subito seguito le date in Australia, Filippine, Costa Rica, Panama e Messico. Durante un'intervista concessa alla rivista britannica OK!, la cantante ha confermato che il tour non avrebbe visitato gli Stati Uniti poiché all'epoca non si sentiva a proprio agio, elaborando in tal modo: 
(Miley Cyrus)
Miley Cyrus dichiarò che lo spettacolo sarebbe stato caratterizzato da una scaletta fissa, ma che comunque sarebbero state prese in considerazione le richieste del pubblico.

## Scaletta
Questa scaletta rappresenta quella del concerto del 1º maggio 2011 a Lima. Non è, pertanto, rappresentativa per tutti gli spettacoli del tour.
1. Liberty Walk
2. Party in the U.S.A.
3. Kicking and Screaming
4. Robot
5. Medley: 
  1. I Love Rock 'n' Roll
  2. Cherry Bomb
  3. Bad Reputation
6. Every Rose Has Its Thorn
7. Obsessed
8. Forgiveness and Love
9. Fly on the Wall
10. 7 Things
11. Scars
12. Smells Like Teen Spirit
13. Can't Be Tamed
14. Landslide
15. Take Me Along
16. Two More Lonely People
17. The Climb
18. See You Again
19. My Heart Beats for Love
20. Who Owns My Heart

## Date
| Data           | Città                 | Stato          | Luogo                                       |                |
| America Latina | America Latina        | America Latina | America Latina                              | America Latina |
| -------------- | --------------------- | -------------- | ------------------------------------------- | -------------- |
| 29 aprile 2011 | Quito                 | Ecuador        | Estadio Olímpico Atahualpa                  |                |
| 1º maggio 2011 | Lima                  | Perù           | Explanada del Monumental                    |                |
| 4 maggio 2011  | Santiago              | Cile           | Estadio Nacional Julio Martínez Prádanos    |                |
| 6 maggio 2011  | Buenos Aires          | Argentina      | Estadio River Plate                         |                |
| 10 maggio 2011 | Asunción              | Paraguay       | Hipódromo de Asunción                       |                |
| 13 maggio 2011 | Rio de Janeiro        | Brasile        | HSBC Arena                                  |                |
| 14 maggio 2011 | San Paolo del Brasile | Brasile        | Arena Anhembi                               |                |
| 17 maggio 2011 | Caracas               | Venezuela      | Estadio de Fútbol Universidad Simón Bolívar |                |
| 19 maggio 2011 | Bogotà                | Colombia       | Coliseo Cubierto el Campìn                  |                |
| 21 maggio 2011 | San José              | Costa Rica     | Estadio Ricardo Saprissa Aymá               |                |
| 24 maggio 2011 | Panama                | Panama         | Figali Convention Center                    |                |
| 26 maggio 2011 | Città del Messico     | Messico        | Foro Sol                                    |                |
| Asia           |                       |                |                                             |                |
| 17 giugno 2011 | Pasay                 | Filippine      | SM Mall of Asia Concert Grounds             |                |
| Oceania        |                       |                |                                             |                |
| 21 giugno 2011 | Brisbane              | Australia      | Brisbane Entertainment Centre               |                |
| 23 giugno 2011 | Melbourne             | Australia      | Rod Laver Arena                             |                |
| 24 giugno 2011 | Melbourne             | Australia      | Rod Laver Arena                             |                |
| 26 giugno 2011 | Sydney                | Australia      | Acer Arena                                  |                |
| 27 giugno 2011 | Sydney                | Australia      | Acer Arena                                  |                |
| 29 giugno 2011 | Adelaide              | Australia      | Adelaide Entertainment Centre               |                |
| 2 luglio 2011  | Perth                 | Australia      | Burswood Dome                               |                |